# ممثلية منظمة التحرير الفلسطينية لدى الولايات المتحدة
مكتب ممثلية منظمة التحرير الفلسطينية لدى الولايات المتحدة هي الممثلية الدبلوماسية العُليا لدولة فلسطين لدى الولايات المتحدة الأمريكية. تقع السفارة في واشنطن العاصمة.